# Куркина (город)
Куркина (араб. قورقينا‎) — небольшой город на северо-западе Сирии, расположенный на территории мухафазы Идлиб. Входит в состав района Харим. Является административным центром одноимённой нахии.

## Географическое положение
Город находится в северной части мухафазы, на высоте 508 метров над уровнем моря.

Куркина расположена на расстоянии приблизительно 21 километра к северу от Идлиба, административного центра провинции и на расстоянии 287 километров к северо-северо-востоку (NNE) от Дамаска, столицы страны.

## Население
По данным официальной переписи 2004 года численность населения города составляла 2050 человек (1052 мужчины и 998 женщин).

## Транспорт
Ближайший гражданский аэропорт расположен в турецком городе Антакья.